# 日本のラウンドアバウト
日本のラウンドアバウト（にほんのラウンドアバウト）は、日本におけるラウンドアバウト（環状交差点）の状況と一覧である。

## 概要
2013年（平成25年）6月14日法律第43号改正道路交通法により「環状の交差点における右回り通行」（標識327の10）として現代的ラウンドアバウトが定義され、国土交通省も整備する際の適用条件・留意事項を提示し、導入の目安は1日の車両の交通量が1万台未満とされた。そして国内では2014年（平成26年）9月1日から本格的な運用が始まった。同年度中は7都府県15か所の導入に留まったが、2016年（平成28年）2月19日時点で17都府県32市町52箇所に、2019年（平成31年）3月末には、全国31都府県の87箇所に拡大した。
2020年3月末現在には全国で101箇所に、2021年3月末現在には126箇所に、2022年3月末現在には40都道府県、140箇所に、2023年3月末現在には40都道府県、155箇所に、2024年3月末現在には40都道府県、161箇所に、拡大した。
日本における「環状交差点（ラウンドアバウト）」と「円形交差点」の違いは、改正道交法で「環状交差点に入ろうとするときは（中略）徐行しなければならない」（第37条の2）とあり、円形交差点は一時停止となる。
道路交通法改正の施行からの1年間（2014年9月 - 2015年10月）におけるラウンドアバウト内での死亡事故・重傷事故は0件、軽傷事故は5件であった。警察庁が2018年3月末の全国27都府県の75箇所のうち61か所で調査したところ、事故件数が導入前3年間と比べて、約37 %減少する効果があった。

### 箇所数の推移
全国におけるラウンドアバウトの箇所数は次のように推移している。
| 年月      | 都道府県数 | 全国の箇所数 |
| --------- | ---------- | ------------ |
| 2014年9月 | 7          | 15           |
| 2015年3月 |            | 43           |
| 2016年3月 |            | 55           |
| 2017年3月 |            | 65           |
| 2018年3月 | 17         | 75           |
| 2019年3月 | 31         | 87           |
| 2020年3月 |            | 101          |
| 2021年3月 |            | 126          |
| 2022年3月 | 40         | 140          |
| 2023年3月 | 40         | 155          |
| 2024年3月 | 40         | 161          |

## 各地の状況

### 北海道地方
北海道

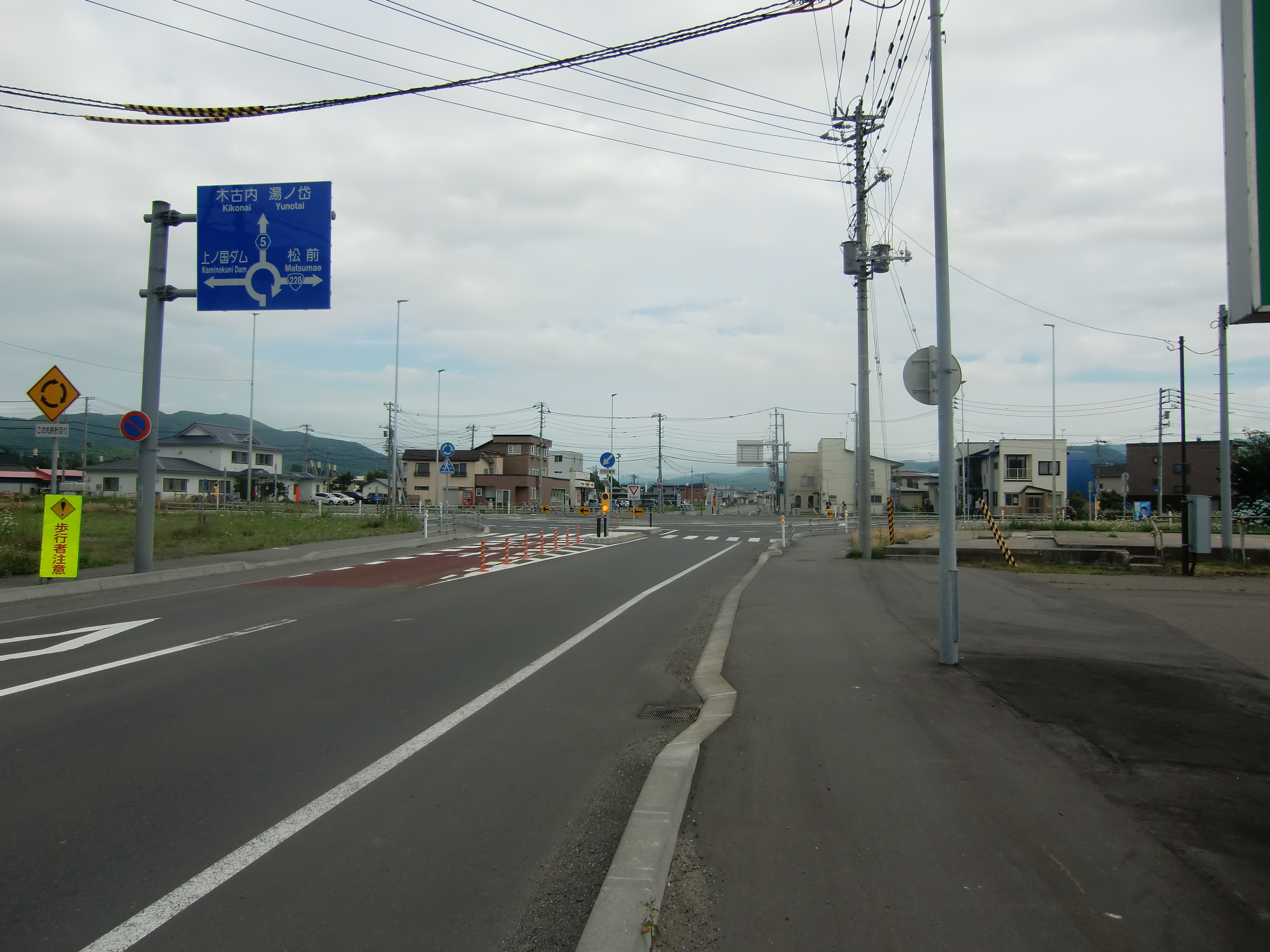
上ノ国町大留 国道228号・北海道道5号江差木古内線・上ノ国町道交差部（2020年8月撮影）

- 2016年（平成28年）9月、上ノ国町の国道228号、北海道道5号江差木古内線、上ノ国町道が交差する大留交差点において、北海道内で初のラウンドアバウトが導入されることが決定して調査設計が行われた[10][11]後、2018年（平成30年）から建設が行われ[12][13]、2019年（令和元年）10月11日に供用が開始された[14][15][16]。位置は、北緯41度48分19.04秒 東経140度7分24.13秒 / 北緯41.8052889度 東経140.1233694度である。

- 2020年10月15日に、浜頓別町の国道275号の交差点がラウンドアバウト化された[17][18]。位置は北緯45度07分28.30秒 東経142度21分36.44秒 / 北緯45.1245278度 東経142.3601222度である。

- 北広島市の市道大曲椴山線と北海道道1180号きたひろしま総合運動公園線（北海道ボールパークへのアクセス道路）とのT字路がラウンドアバウトとして計画され[19]、2023年3月1日供用が開始された[20]。位置は、北緯42度59分47秒 東経141度31分13秒 / 北緯42.99639度 東経141.52028度である。

### 東北地方
青森県
- 八戸市河原木字八太郎山官地地内（自衛隊八太郎山特借宿舎そば）のロータリーが2018年（平成30年）8月27日にラウンドアバウト化された[21]。位置は、北緯40度32分56.53秒 東経141度28分53.83秒 / 北緯40.5490361度 東経141.4816194度である。

岩手県
- 岩手県宮古市鍬ヶ崎地内の鍬ヶ崎地区ラウンドアバウトが2017年（平成29年）3月12日に開通した[22][23][24]。位置は、北緯39度38分54.25秒 東経141度58分05.98秒 / 北緯39.6484028度 東経141.9683278度である。
- 岩手県大船渡市末崎町の県道275号碁石海岸線の5差路の信号交差点が2020年3月26日にラウンドアバウト化された[25][26]。外径は30 ｍである。その後、2021年11月18日に岩手県道275号碁石海岸線の新道が取り付いたが、大型車が真北の枝から流入し南東の枝へ流出するように直接に左折することはできないので、ラウンドアバウトを一周してから流入するように岩手県が指導している[27]。これは、沖縄県うるま市のラウンドアバウト（#沖縄県）と同じ処理である。位置は、北緯39度00分13.60秒 東経141度42分56.21秒 / 北緯39.0037778度 東経141.7156139度である。
- 2021年12月4日に、岩手県平泉町の平泉スマートICの町道祇園線の取付部に、ラウンドアバウトが完成した[28][29]。位置は、北緯38度58分28.82秒 東経141度06分54.16秒 / 北緯38.9746722度 東経141.1150444度である。

宮城県
- 宮城県内には仙台市（11箇所）、名取市（5箇所）などを中心に、住宅団地内に設置されたロータリーが数多くあり、その多くがラウンドアバウト化された。

- 2016年10月23日に、大崎市鹿島台平渡東銭神のJR鹿島台駅前の宮城県道149号鹿島台停車場線の起点がラウンドアバウト化された[30]。位置は、北緯38度28分28.97秒 東経141度05分51.66秒 / 北緯38.4747139度 東経141.0976833度 である。

- 亘理町の新庁舎角に、2020年1月6日、直径29ｍのラウンドアバウトが供用された[31][32]。位置は、北緯38度02分37.5秒 東経140度52分08.9秒 / 北緯38.043750度 東経140.869139度である。

- 東松島市大曲に2020年2月にラウンドアバウトが設置された。位置は、北緯38度24分29.58秒 東経141度14分29.20秒 / 北緯38.4082167度 東経141.2414444度である。

- 山元町山寺頭無の旧山下駅 (宮城県)の跡地にラウンドアバウトが設置された。位置は、北緯37度58分02.49秒 東経140度54分02.72秒 / 北緯37.9673583度 東経140.9007556度である。

- 山元町山寺西牛橋の常磐線の線路敷地跡にラウンドアバウトが設置された。位置は、北緯37度59分23.43秒 東経140度53分37.99秒 / 北緯37.9898417度 東経140.8938861度である。

山形県
- 長井市平山地区に2017年11月23日にラウンドアバウトが供用された[33]。外径は25 m、環道は4.5 m、エプロンは2.0 mである。環道の外側に幅員1.0 mの自転車通行帯を持つ。位置は、北緯38度05分46.69秒 東経139度59分19.54秒 / 北緯38.0963028度 東経139.9887611度である。

- 2020年11月15日に、村山市大字楯岡の市道駅西中央線と市道楯岡長瀞線との交差点がラウンドアバウト化された。東北中央自動車道村山インターチェンジ（仮称）と国道13号、JR村山駅とを結ぶアクセス道路の整備に伴うものである[34]。位置は、北緯38度28分38.03秒 東経140度22分43.45秒 / 北緯38.4772306度 東経140.3787361度である。

- 2021年10月4日に、酒田市錦町5丁目160-3地先の市道錦町坂野辺新田線と市道奥井線の交差点がラウンドアバウト化された[35][36]。庄内地域で初めてのラウンドアバウトである。位置は、北緯38度52分28.6秒 東経139度49分56.4秒 / 北緯38.874611度 東経139.832333度である。

福島県
- 新地町釣師の釣師防災緑地内に、2019年4月16日にラウンドアバウトが供用された[37][38]。福島県内で初めてのラウンドアバウトである。位置座標は、北緯37度52分34.6秒 東経140度55分58.3秒 / 北緯37.876278度 東経140.932861度である。

- 2023年6月17日に、いわき市平六町目にアラウンドアバウトが供用された[39]。位置は、北緯37度03分28.25秒 東経140度53分50.73秒 / 北緯37.0578472度 東経140.8974250度である。

### 関東地方
茨城県
- 2012年6月27日に常陸多賀駅前ロータリーで導入[40]。位置は、北緯36度33分09.46秒 東経140度37分54.57秒 / 北緯36.5526278度 東経140.6318250度である。
- 2018年11月15日に坂東市の坂東インター工業団地内に設置[41]。位置は、北緯36度06分28.0秒 東経139度52分36.5秒 / 北緯36.107778度 東経139.876806度である。

栃木県
- 大田原市の狭原（せばはら）の市道に栃木県内初のラウンドアバウトが設置されることが2018年7月13日に公表された。市道南金丸狭原線と市道旧東野鉄道線のほか、細い市道なども含めた六差路の交差点をラウンドアバウトに改修する[42]。2018年度に用地を買収し、2019年度に着工する。事業費は1億3000万円[43]。2020年6月5日に供用開始された[44]。外径36.0 m、中央島直径21.0 m、環道5.0 m、位置は、北緯36度50分47.03秒 東経140度06分58.64秒 / 北緯36.8463972度 東経140.1162889度である。
- 2021年3月30日に宇都宮市西川田3丁目23-14の交差点がラウンドアバウト化された[45][46]。位置は、北緯36度30分44.95秒 東経139度51分25.95秒 / 北緯36.5124861度 東経139.8572083度である。宇都宮市大谷町のラウンドアバウト

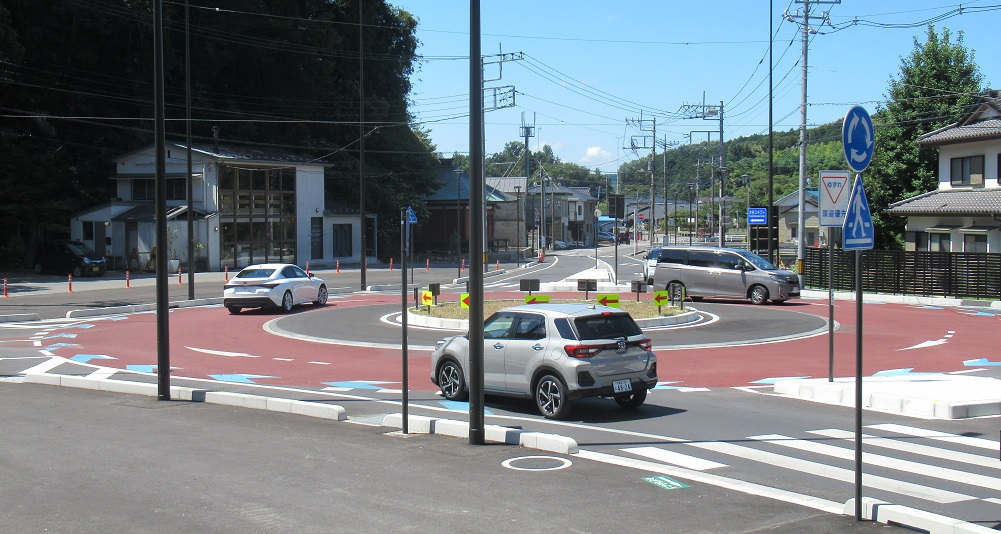
宇都宮市大谷町のラウンドアバウト

- 2025年2月21日、宇都宮市大谷町の市道にラウンドアバウトが設置された[47]。位置は、北緯36度35分48.90秒 東経139度49分12.20秒 / 北緯36.5969167度 東経139.8200556度である。

群馬県
- 群馬県は、安中市の北陸新幹線安中榛名駅前の信号交差点をラウンドアバウトとする社会実験を2018年9月26日から実施した[48][49]。2020年3月24日に正式に運用が開始された[50]。群馬県で最初のラウンドアバウトである。位置は、北緯36度21分38.69秒 東経138度50分57.73秒 / 北緯36.3607472度 東経138.8493694度である。

埼玉県
- 2014年に毛呂山町（位置は、北緯35度56分40.49秒 東経139度19分29.99秒 / 北緯35.9445806度 東経139.3249972度）と入間市（位置は、北緯35度49分01.84秒 東経139度23分31.68秒 / 北緯35.8171778度 東経139.3921333度）で県内初導入。入間市のものは市指定文化財「上藤沢の六道地蔵」を囲む形である[51]。
- 2015年6月2日に戸田市の戸田駅西口ロータリーに暫定導入された[52]。位置は、北緯35度49分04.11秒 東経139度40分07.67秒 / 北緯35.8178083度 東経139.6687972度である。
- 2015年7月1日に日高市の日高団地内[53]。住所は、日高市高萩東２丁目29-3地先、位置は、北緯35度54分38.12秒 東経139度22分58.32秒 / 北緯35.9105889度 東経139.3828667度である。ラウンドアバウト直径が約44ｍと大きく、交通島の中心が直径約17ｍの丸い池になっている。池と環道の間には、植栽とともに休憩ベンチ、電話ボックス、掲示板、消火栓、防災屋外スピーカーなどが設置されている。

- 2017年3月30日に羽生市須影に導入[54]。位置は、北緯36度08分54.06秒 東経139度32分53.61秒 / 北緯36.1483500度 東経139.5482250度である。
- 2021年7月21日に、寄居町の寄居駅南口にラウンドアバウトが一部開通（退出不可の路線あり）した[55]。位置は、北緯36度07分03秒 東経139度11分41秒 / 北緯36.11750度 東経139.19472度である。

千葉県
- 2015年3月16日に、千葉市稲毛区緑町2の千葉市立緑町小学校前北緯35度37分27.09秒 東経140度05分48.27秒 / 北緯35.6241917度 東経140.0967417度、市原市有秋台東3の有秋台東団地内北緯35度26分46.83秒 東経140度03分18.51秒 / 北緯35.4463417度 東経140.0551417度、市原市鶴舞の鶴舞団地内の市道交差点北緯35度23分28.83秒 東経140度10分05.81秒 / 北緯35.3913417度 東経140.1682806度の3箇所にラウンドアバウトが導入された[56]。
- 市川市の市川塩浜土地区画整理区域内ののラウンドアバウトが2019年7月1日に供用された[57]。位置は、北緯35度39分52.2秒 東経139度55分30.4秒 / 北緯35.664500度 東経139.925111度である。
- 2021年3月30日に、長柄町の首都圏中央連絡自動車道茂原長柄スマートインターチェンジ近傍の力丸交差点がラウンドアバウト化された[58][59]。位置は北緯35度26分55.41秒 東経140度14分47.48秒 / 北緯35.4487250度 東経140.2465222度である。

東京都
- 2014年9月1日、多摩市桜ヶ丘一丁目に東京都内で初導入された。位置は、北緯35度38分26.83秒 東経139度26分40.20秒 / 北緯35.6407861度 東経139.4445000度である。
- 2016年頃、武蔵村山市大南5丁目に造成された新興住宅地「マイホームランド玉川上水」内に導入された[60]。住所は、武蔵村山市大南5丁目1番地の75地先、位置は、北緯35度44分09.73秒 東経139度24分26.48秒 / 北緯35.7360361度 東経139.4073556度である。

神奈川県

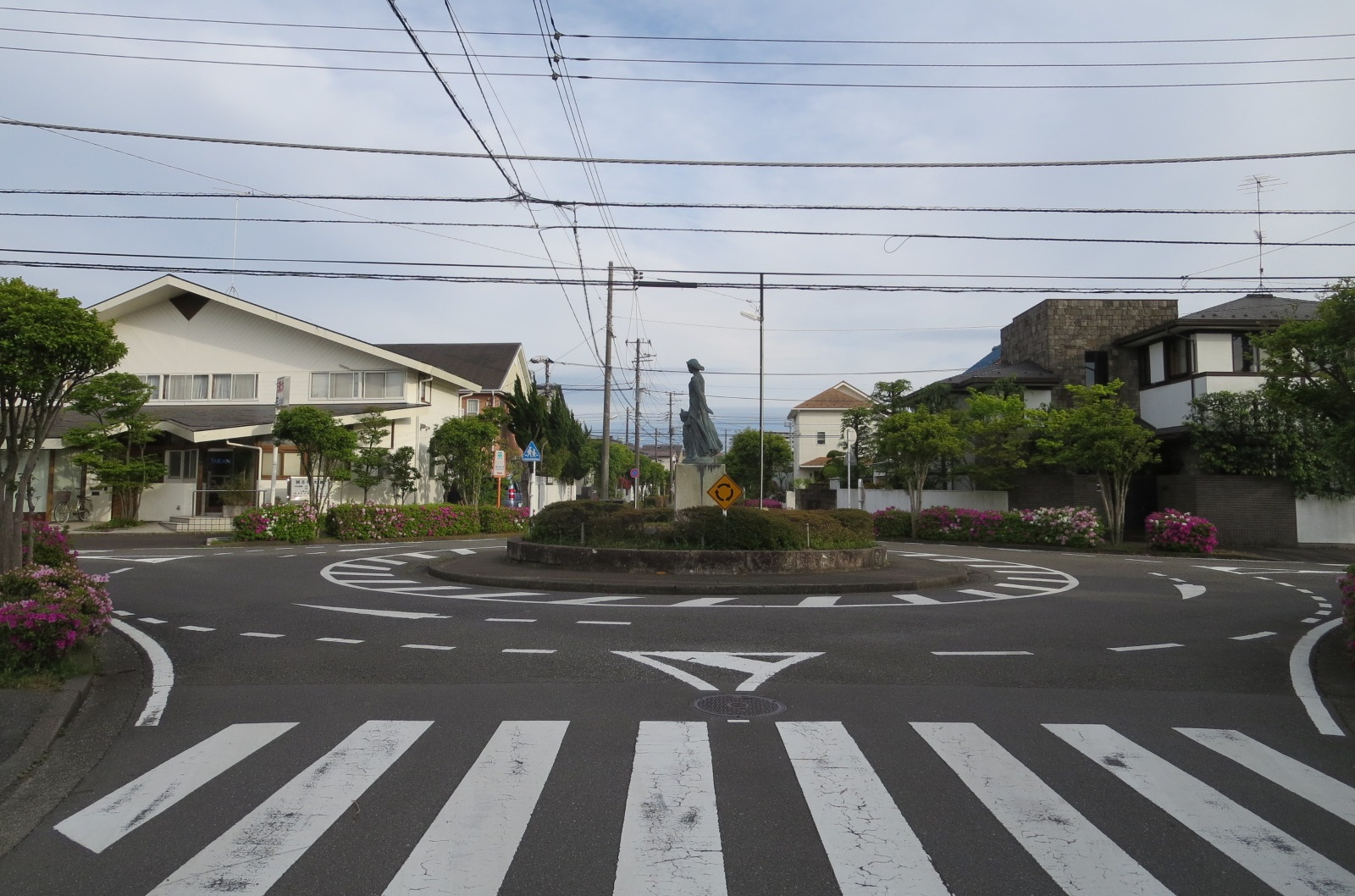
横浜市金沢区柳町のラウンドアバウト

- 2015年3月20日、横浜市金沢区柳町にて神奈川県内で初導入された。位置は、北緯35度19分34.27秒 東経139度37分27.31秒 / 北緯35.3261861度 東経139.6242528度である。
- 2016年3月8日、横須賀市ハイランドにて導入された。中央島に高圧鉄塔が建っている。位置は、北緯35度13分24.78秒 東経139度41分20.66秒 / 北緯35.2235500度 東経139.6890722度である。
- 統合移転した県立藤沢高校跡地（藤沢市本町四丁目）の再開発「セキュレアシティ藤沢 翼の丘」住宅地の街区に一箇所ラウンドアバウトが設けられ、2019年3月14日から供用された。ただしこのラウンドアバウトは道路交通法上の環状交差点には指定されておらず（標識327-10が設置されていない）、道路管理者による警戒標識「ロータリーあり」の標識（201-2）が設置されているのみである。位置は、北緯35度20分45.53秒 東経139度28分42.50秒 / 北緯35.3459806度 東経139.4784722度である。

### 中部地方
山梨県
- 2016年3月24日、富士川町鰍沢にて県内初導入された[61]。位置は、北緯35度33分0.62秒 東経138度27分54.57秒 / 北緯35.5501722度 東経138.4651583度である。
- 2017年1月17日、小菅村の道の駅こすげ入口の村道交差点に導入。県内では2例目となった[62]。位置は、北緯35度45分14.64秒 東経138度56分59.82秒 / 北緯35.7540667度 東経138.9499500度である。

新潟県
- 2016年2月19日、田上町田上に県内初導入された[63][64]。位置は、北緯37度42分40.17秒 東経139度03分33.25秒 / 北緯37.7111583度 東経139.0592361度である。

- 2016年3月31日には新潟市西蒲区角田浜に県内2ヵ所目のラウンドアバウトが導入された[65][66]。位置は、北緯37度48分06.78秒 東経138度50分23.13秒 / 北緯37.8018833度 東経138.8397583度である。
- 2019年8月に、新潟県三条市が造成した「帯織街苑」内に、ラウンドアバウトが設置された[67][68]。環道内に環道を横断する4本の消雪パイプが敷設されていることが特徴である。位置は、北緯37度34分29秒 東経138度55分41秒 / 北緯37.57472度 東経138.92806度である。

長野県

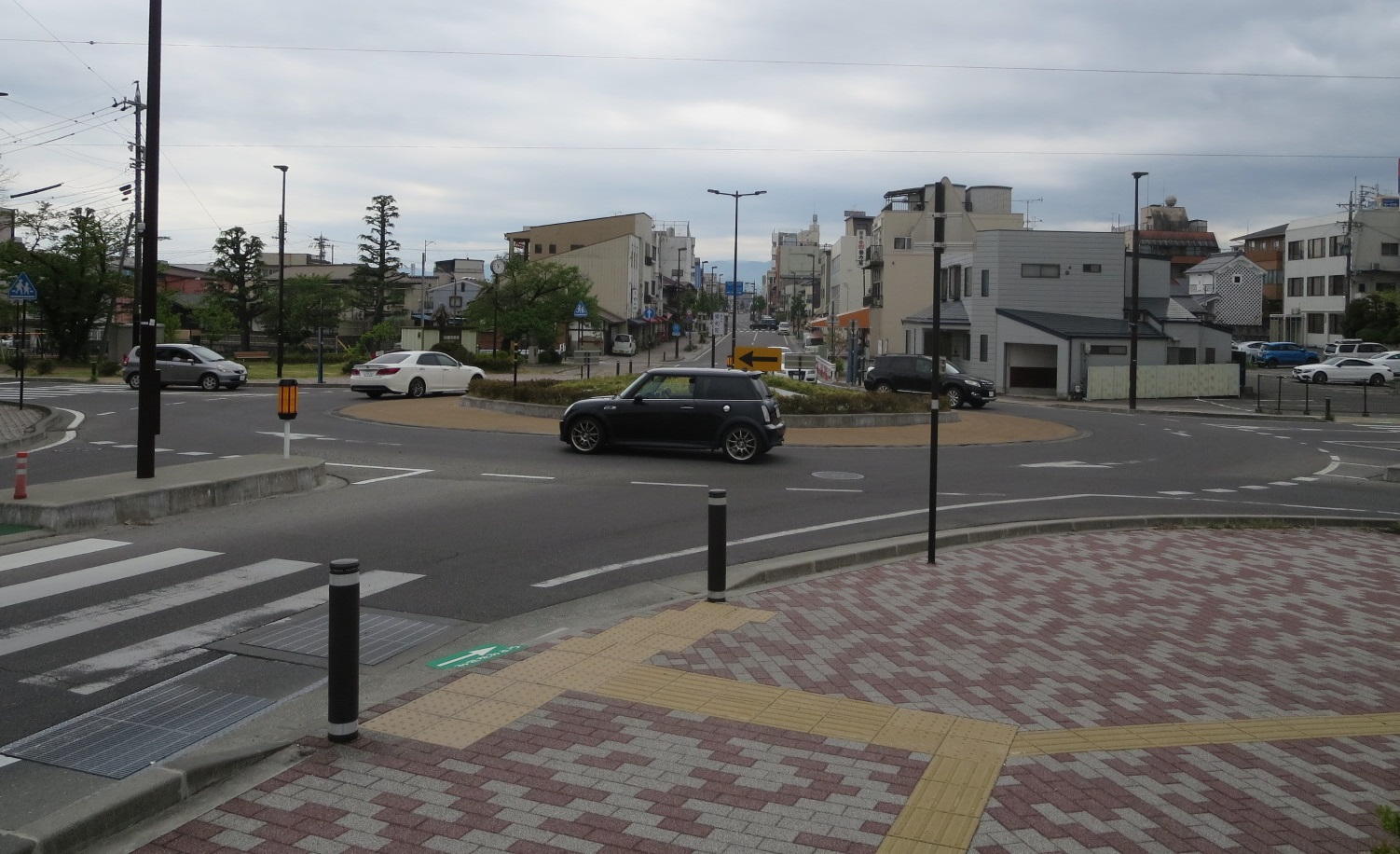
飯田市東和町のラウンドアバウト

- 道路交通法改正前の2013年2月5日、飯田市の東和町交差点で全国で初めて既存の信号機を撤去しラウンドアバウトを導入した。位置は、北緯35度31分10.37秒 東経137度49分28.13秒 / 北緯35.5195472度 東経137.8244806度である。
- 東和町からほど近い吾妻町ロータリー（北緯35度31分13.29秒 東経137度49分39.41秒 / 北緯35.5203583度 東経137.8276139度）もラウンドアバウト化された[69]。
- 2012年11月13日から、軽井沢町六本辻交差点がラウンドアバウト化された[70]。位置は、北緯36度20分59.27秒 東経138度37分45.73秒 / 北緯36.3497972度 東経138.6293694度である。

- 2014年9月1日に須坂市野辺町に導入された[71]。また、須坂市ではラウンドアバウトサミットin須坂が2015年11月に開催された[72]。位置は、北緯36度37分59.82秒 東経138度18分17.82秒 / 北緯36.6332833度 東経138.3049500度である。

- 2015年4月15日に安曇野市に導入。本村円（まどか）交差点と命名された[73]。位置は、北緯36度17分29.76秒 東経137度53分43.28秒 / 北緯36.2916000度 東経137.8953556度である。

- 2016年6月29日に、須坂市沼目町に市内2か所目のラウンドアバウトが供用開始した[74]。位置は、北緯36度40分00.34秒 東経138度17分17.46秒 / 北緯36.6667611度 東経138.2881833度である。

- 2018年12月25日に、軽井沢町の町道借宿バイパス線の借宿ラウンドアバウトが供用開始された[75]。位置は、北緯36度20分26.82秒 東経138度34分23.10秒 / 北緯36.3407833度 東経138.5730833度である。

- 2019年10月に、飯田市の天龍峡インターチェンジ内の交差点がラウンドアバウト化された。位置は、北緯35度26分10.63秒 東経137度48分50.46秒 / 北緯35.4362861度 東経137.8140167度である。

- 2021日3月26日に、高森町の明神橋たもとの県道228号の交差点がラウンドアバウト化された[76][77]。名称は「出砂原新（ださら　しん）ラウンドアバウト」である。位置は北緯35度33分02.88秒 東経137度53分21.98秒 / 北緯35.5508000度 東経137.8894389度である。

- 2019年12月10日に安曇野市豊科南穂高の細萱区の信号の無い市道交差点がラウンドアバウト化されることが公表された[78]。位置は、北緯36度19分07.92秒 東経137度54分22.86秒 / 北緯36.3188667度 東経137.9063500度である。2022年度に完成の予定である。

富山県
- 2019年5月20日に、富山県中新川郡上市町女川14-1地先の町道法音寺舘線と町道和合柿沢線との無信号交差点がラウンドアバウト化され、「陽南環状交差点」と名付けられた。富山県内で初めてのラウンドアバウトである。外径27.0 m、環道幅員5.0 m、エプロン幅員1.5 mである。位置は、北緯36度40分59.36秒 東経137度21分36.32秒 / 北緯36.6831556度 東経137.3600889度である[79]

。
石川県
- 2014年11月20日に、かほく市白尾ヲ287　の白尾ロータリー交差点がラウンドアバウト化された[81]。位置は（北緯36度43分06.73秒 東経136度41分42.99秒 / 北緯36.7185361度 東経136.6952750度）である。
- 加賀市大聖寺上福田町ロの区画整理地内に、100ｍ離れた2つのラウンドアバウト（岡野第1交差点、岡野第2交差点）が2015年8月21日に設置された[82][83][84]。位置は（北緯36度18分47.82秒 東経136度18分51.00秒 / 北緯36.3132833度 東経136.3141667度）と北緯36度18分47.87秒 東経136度18分55.04秒 / 北緯36.3132972度 東経136.3152889度）である。
- 白山市蕪城五丁目17-1地先の変則五差路（北緯36度32分07.91秒 東経136度33分11.03秒 / 北緯36.5355306度 東経136.5530639度）が2022年11月24日にラウンドアバウト化された[85][86][87][88][89]。事業費は約3.7億円。直径が約50メートルの大型のラウンドアバウトである。

福井県
- 2017年4月15日に福井県美浜町山上の分譲地である美浜東「美し野」ニュータウン内にラウンドアバウトが設置された[90][91]。位置は（北緯35度37分31.39秒 東経135度58分51.50秒 / 北緯35.6253861度 東経135.9809722度）である。

- 2021年4月21日、大野市蕨生（わらびょう）の中部縦貫自動車道大野油坂道路「荒島IC」ランプと国道158号との交差点がラウンドアバウトとして供用された[92][93]。翌日の2021年4月22日に「越前おおの 荒島の郷」道の駅が開業する[94][95]。位置は（北緯35度58分25.88秒 東経136度33分06.57秒 / 北緯35.9738556度 東経136.5518250度）である。

岐阜県
- 2018年3月24日に、安八町中の町道にラウンドアバウトが設置された[96]。位置は、北緯35度18分51.57秒 東経136度39分19.10秒 / 北緯35.3143250度 東経136.6553056度である。

- 2022年3月14日に、岐阜市薮田南2丁目の岐阜県庁前（北側）の交差点がラウンドアバウト化された[97][98]。位置は、北緯35度23分31.64秒 東経136度43分20.93秒 / 北緯35.3921222度 東経136.7224806度である。

- 2024年7月17日に、多治見市若松町の交差点がラウンドアバウトに変更された[99]。

静岡県
- 2014年9月に、焼津市関方の山の手ラウンドアバウトが導入された[100]。位置は、北緯34度53分31.25秒 東経138度18分03.27秒 / 北緯34.8920139度 東経138.3009083度である。「白糸の滝交差点」（静岡県富士宮市）のラウンドアバウト（滝へは左手）

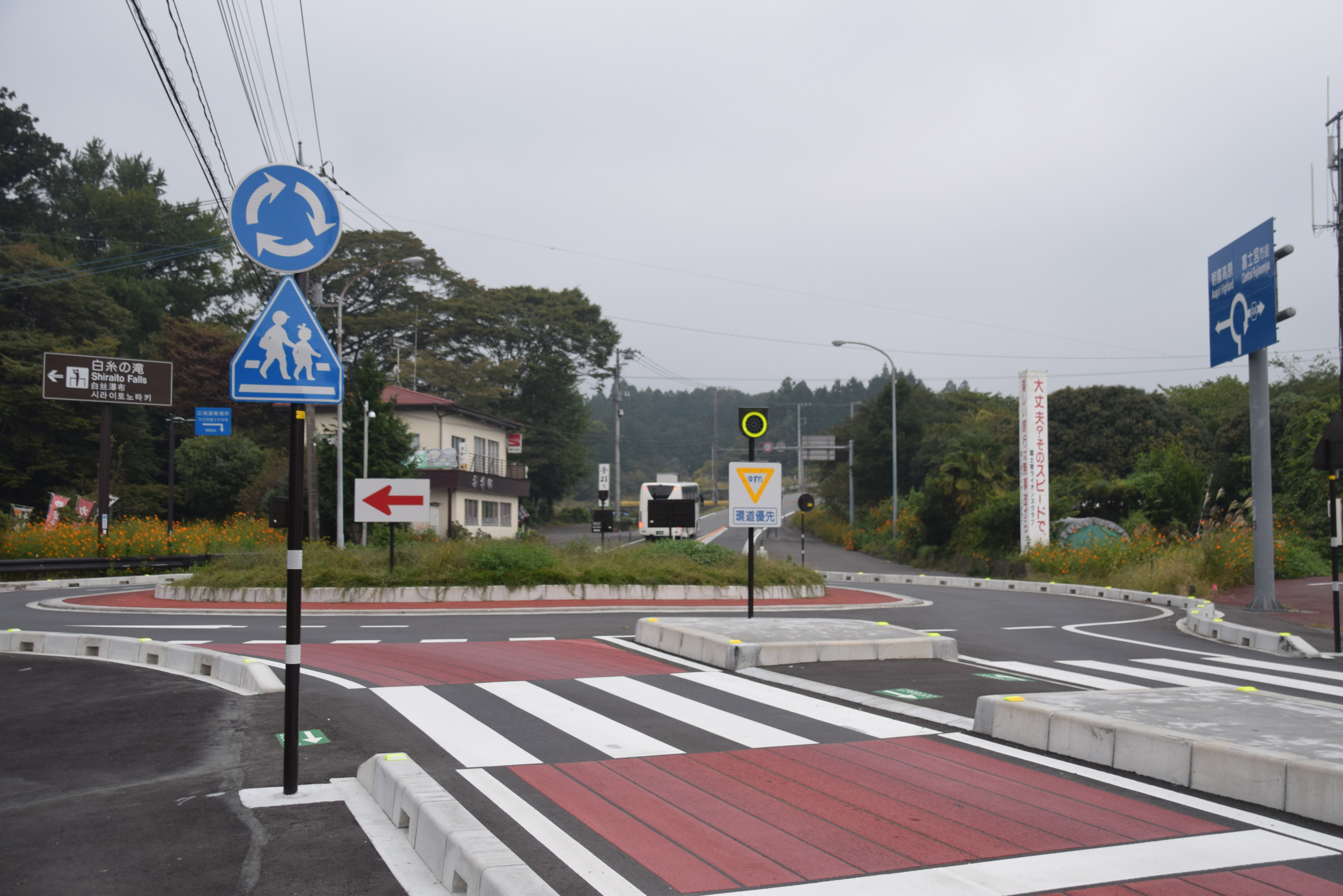
「白糸の滝交差点」（静岡県富士宮市）のラウンドアバウト（滝へは左手）

- 2016年5月24日に、富士宮市上井出の県道富士富士宮線と市道内野44号線との三差路「白糸の滝交差点」にラウンドアバウトが試験導入された[101][102]。位置は、北緯35度18分50.80秒 東経138度35分20.29秒 / 北緯35.3141111度 東経138.5889694度である。2016年秋まで試験をし、本格導入に向けた構造検討を行う予定である[103]。

- 2019年3月に、静岡市清水区馬走の日本平ホテル前の交差点がラウンドアバウト化された[104]。位置は、北緯34度58分44.31秒 東経138度27分56.16秒 / 北緯34.9789750度 東経138.4656000度である。

- 2020年3月13日に焼津市藤守・下小杉地内の藤守・下小杉交差点（信号交差点）がラウンドアバウト化された。焼津市で2箇所目である[105]。位置は北緯34度48分36.52秒 東経138度18分58.66秒 / 北緯34.8101444度 東経138.3162944度である。

- 2020年10月1日に浜松市東区天龍川町のJR天竜川駅北口にラウンドアバウトが設置された[106]。位置は、北緯34度43分02.82秒 東経137度46分45.34秒 / 北緯34.7174500度 東経137.7792611度である。

- 浜松市中区西伊場町のJT浜松工場跡地に、ラウンドアバウトが設置された。位置は、北緯34度41分50.72秒 東経137度42分15.87秒 / 北緯34.6974222度 東経137.7044083度である。

上記以外に、次の2箇所が環状交差点の指定を受けている。
- 浜松市浜北区内野台地区内の交差点（北緯34度47分03.86秒 東経137度44分59.93秒 / 北緯34.7844056度 東経137.7499806度）。

- 菊川市柳地区内の交差点（北緯34度45分51.27秒 東経138度05分20.04秒 / 北緯34.7642417度 東経138.0889000度）。交通島に高圧鉄塔が立っている。

愛知県

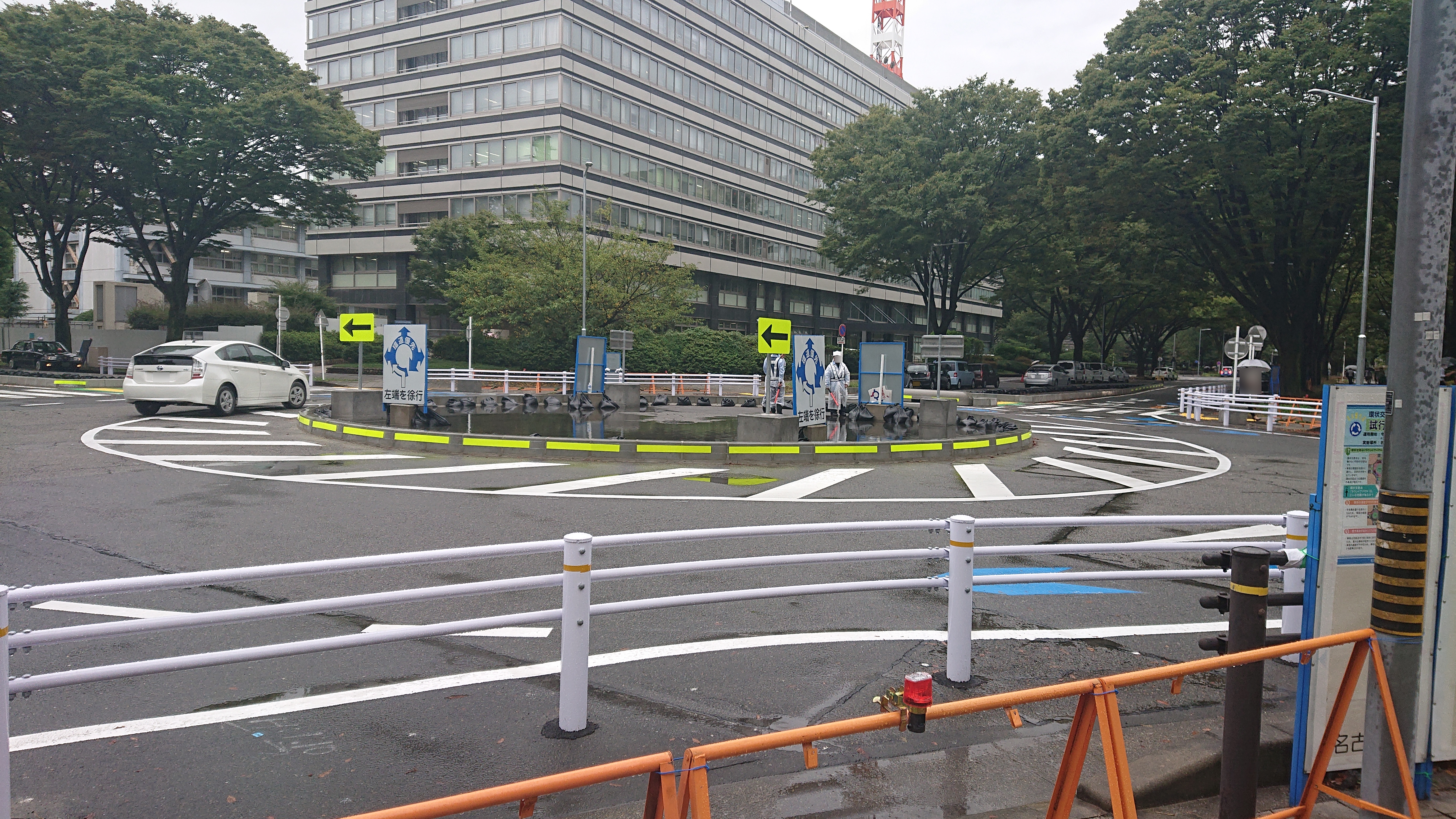
名古屋市中区三の丸二丁目のラウンドアバウト（試行運用、2020年9月撮影）

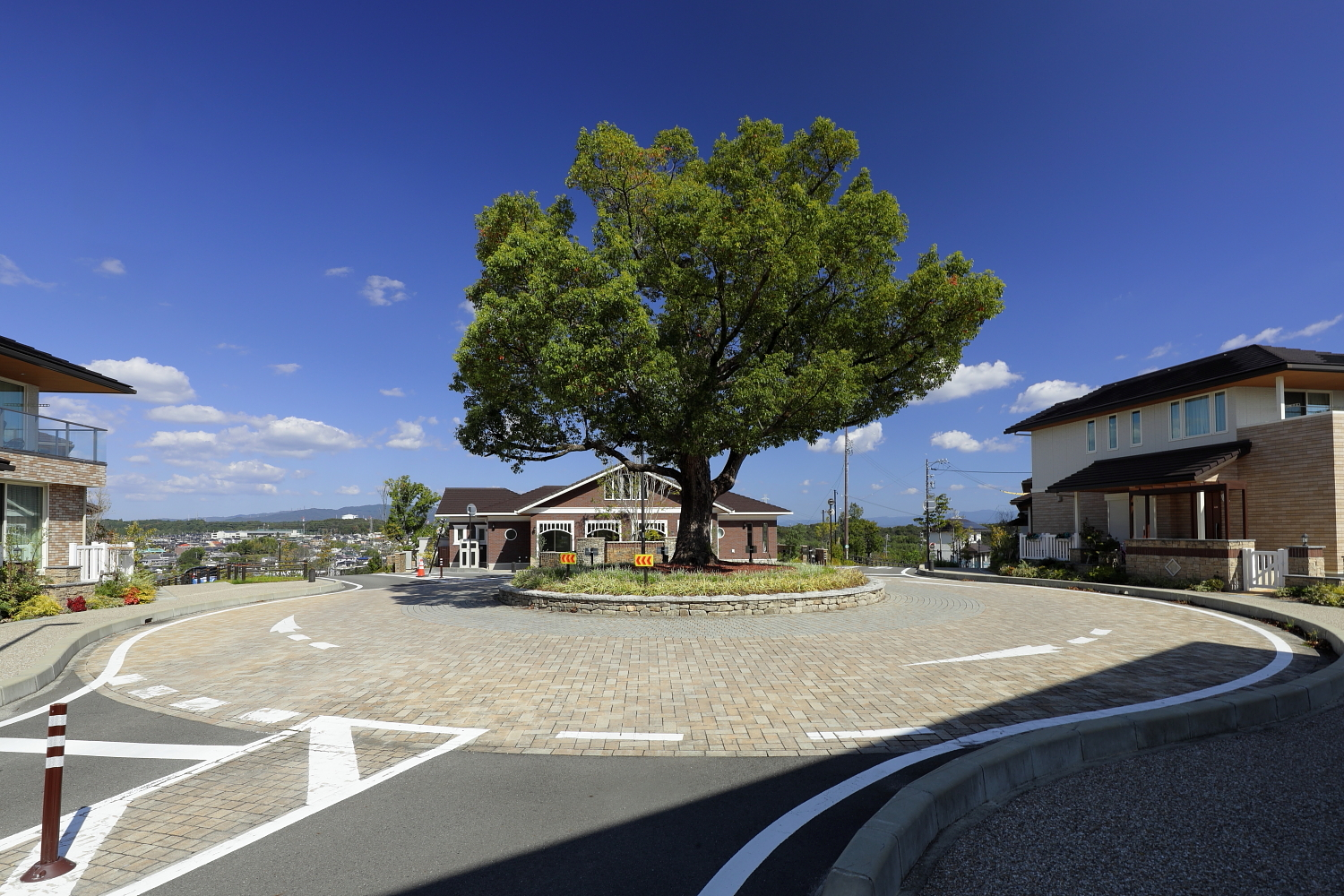
愛知県みよし市黒笹山手のラウンドアバウト（2023年10月撮影）

- 2014年9月1日、豊田市に2か所（北緯35度05分49.40秒 東経137度13分27.28秒 / 北緯35.0970556度 東経137.2242444度）、（北緯35度09分58.05秒 東経137度10分41.41秒 / 北緯35.1661250度 東経137.1781694度）、一宮市（北緯35度18分13.54秒 東経136度48分00.41秒 / 北緯35.3037611度 東経136.8001139度）・常滑市（北緯34度55分22.74秒 東経136度49分59.67秒 / 北緯34.9229833度 東経136.8332417度）にそれぞれ1か所が導入された。

- 2016年3月に安城市和泉町井ノ上3-66地先の「プログレスタウン安城和泉」（いずみ製菓工場跡地）内にラウンドアバウトが設置された[108]。位置は、北緯34度55分08.98秒 東経137度03分11.85秒 / 北緯34.9191611度 東経137.0532917度である。トヨタホーム(株)による宅地内である[109]。

- 2018年6月22日に、愛知県愛西市大井町七川南の愛知県道113号鹿伏兎大井線と愛知県道・岐阜県道・三重県道125号佐屋多度線との交差点がラウンドアバウト化された[110][111][112][113]。位置は、北緯35度08分00.00秒 東経136度45分07.38秒 / 北緯35.1333333度 東経136.7520500度である。

- 2020年9月23日、名古屋市中区三の丸二丁目地内（北緯35度10分49.3秒 東経136度54分13.5秒 / 北緯35.180361度 東経136.903750度。愛知県庁、名古屋市役所至近）で、従来の十字交差点を改築したラウンドアバウトの試行運用を開始[114]。郊外向けと言われるラウンドアバウトの大都市中心部への設置は初[115]。

- 2020年2月に豊橋市曙町松並101地先のユニチカ工場跡地の「コモンステージ ミラまち」内にラウンドアバウトが設置された[116][117]。直径が約38 m 程度とかなり大きなラウンドアバウトである。位置は、北緯34度43分47.25秒 東経137度23分26.04秒 / 北緯34.7297917度 東経137.3905667度である。

- 東郷中央土地区画整理事業地内の東郷町春木猫池2045地先にラウンドアバウトが完成した[118]。位置は、北緯35度05分44.05秒 東経137度02分56.18秒 / 北緯35.0955694度 東経137.0489389度である。

- 安城市里町北歌口89-1の市道長根東山ノ田線と市道北歌口八幡線との交差点がラウンドアバウト化されることになった[119]。完成は2021年度の予定[120]。事業費は2020年度に193百万円、2021年度に111百万円の計304百万円である[121]。位置は、北緯35度00分14.2秒 東経137度05分42.0秒 / 北緯35.003944度 東経137.095000度である。

- 豊山町の（仮称）愛知県防災公園（約8.9 ha）の都市計画決定に伴い、この公園の北端の交差点がラウンドアバウト化されることになった[122]。2025年頃に完成する予定である。位置は北緯35度15分49.6秒 東経136度54分46.3秒 / 北緯35.263778度 東経136.912861度である。

三重県
- 2019年3月4日から三重県伊賀市四十九町の伊賀市役所南西角の交差点が90日間のラウンドアバウト実験に供された[123][124]。その後、本設工事に移行し、2021年4月28日に正式に供用された[125]。中央島に手裏剣のデザインが施されている[126]。位置は、北緯34度44分56.37秒 東経136度08分30.98秒 / 北緯34.7489917度 東経136.1419389度である。

- 2021年4月29日に三重県多気町大字ヴィソンに2箇所のラウンドアバウトが供用された[127][128]。1つめは、勢和多気ジャンクションの近くにあり、位置は北緯34度27分32.61秒 東経136度30分42.28秒 / 北緯34.4590583度 東経136.5117444度である。2つめは、新たに供用された多気ヴィソンスマートインターチェンジの出口に設置されたもので、位置は北緯34度27分41.80秒 東経136度31分16.61秒 / 北緯34.4616111度 東経136.5212806度である。いずれも商業リゾート施設『VISON［ヴィソン］』の開業に伴うものである。

### 近畿地方
滋賀県
- 2014年に守山市立田町に環状交差点を仮設置し、事故抑止力の効果を確認、2015年に植栽等を整備し県内初導入された[129]。位置は、北緯35度05分46.60秒 東経135度58分40.33秒 / 北緯35.0962778度 東経135.9778694度である。
- 2019年6月15日に、米原市宇賀野の市道箕浦碇線と市道碇高溝顔戸線との交差点（北緯35度20分41秒 東経136度17分32秒 / 北緯35.34472度 東経136.29222度）がラウンドアバウト化された。滋賀県で2つめのラウンドアバウトである[130][131]。
- 2020年9月に草津市の南草津プリムタウン内に2カ所のラウンドアバウトが供用された[132][133]。
  - その1：草津市野路町。位置は北緯35度00分02.09秒 東経135度56分24.04秒 / 北緯35.0005806度 東経135.9400111度である。
  - その2：草津市南笠町。位置は北緯34度59分53.92秒 東経135度56分24.11秒 / 北緯34.9983111度 東経135.9400306度である。

- 2020年10月01日に、日野町内池の滋賀県道183号日野徳原線バイパスに、ラウンドアバウトが設置された[134][135]。県道としては初めてのラウンドアバウトである。位置は、北緯35度00分31.96秒 東経136度13分03.79秒 / 北緯35.0088778度 東経136.2177194度である。

- 2022年3月に、東近江市上二俣町の県道甲津畑山上線と市道山上上二俣線との交差点がラウンドアバウト化された[136]。位置は、北緯35度04分16.04秒 東経136度17分41.53秒 / 北緯35.0711222度 東経136.2948694度である。

京都府
- 南丹市八木大藪のロータリー交差点が2014年9月1日にラウンドアバウト化された[137]。位置は、北緯35度04分30.95秒 東経135度31分38.72秒 / 北緯35.0752639度 東経135.5274222度である。
- 福知山市夜久野町平野の道の駅農匠の郷やくの前ロータリー交差点が2016年3月付でラウンドアバウト化された[138]。位置は、北緯35度20分16.6秒 東経134度55分48.1秒 / 北緯35.337944度 東経134.930028度である。

大阪府
- 2014年9月1日、堺市東区日置荘西町1丁42 の六差路の円形交差点が指定され、府内初導入となった[139]。位置は、北緯34度32分39.73秒 東経135度31分51.27秒 / 北緯34.5443694度 東経135.5309083度である。
- 2017年6月26日、能勢町の町道平野線とそのバイパスとの交差点がラウンドアバウト化された[140]。位置は、北緯34度57分17.11秒 東経135度24分08.31秒 / 北緯34.9547528度 東経135.4023083度である。
- 2018年2月23日、和泉市のJR和泉府中駅前の交差点がラウンドアバウト化された[141][142]。位置は、北緯34度29分13.90秒 東経135度25分25.76秒 / 北緯34.4871944度 東経135.4238222度である。
- 2021年頃、泉佐野市上瓦屋の区画整理地内の熊取駅西線に、ラウンドアバウトが設置された。位置は、北緯34度24分26.70秒 東経135度20分20.92秒 / 北緯34.4074167度 東経135.3391444度である。

兵庫県
- 2017年12月26日に、神戸市中央区港島南町6丁目のポートアイランド（第２期）において、県内初となるラウンドアバウトを供用した。神戸開港150年の年に整備が完了することを記念して、交差点中央部に神戸開港150年事業ロゴマークをデザインしている[143]。位置は、北緯34度39分28.08秒 東経135度13分18.96秒 / 北緯34.6578000度 東経135.2219333度である。
- 2019年3月8日に、兵庫県朝来市和田山町白井の県道金浦和田山線と市道白井山東線との交差点がラウンドアバウト化された[144][145]。位置は、北緯35度20分30.47秒 東経134度54分44.08秒 / 北緯35.3417972度 東経134.9122444度である。

奈良県
- 2020年9月23日、奈良市中登美ヶ丘の近鉄学研奈良登美ヶ丘住宅地の一角に近鉄不動産が県内初のラウンドアバウトを設置した[146][147]。位置は、北緯34度43分24.6秒 東経135度44分31.5秒 / 北緯34.723500度 東経135.742083度である。なお、この新設ラウンドアバウトの東南東 120メートルの場所に、別の円形交差点がある。ただし交差する４枝のうち２枝は歩行者用通路である。位置は、北緯34度43分23.69秒 東経135度44分36.05秒 / 北緯34.7232472度 東経135.7433472度である。
- 奈良市登美ヶ丘一丁目2-2地先には、約50年前から円形交差点が存在する。位置は、北緯34度42分26.33秒 東経135度44分58.04秒 / 北緯34.7073139度 東経135.7494556度である[148]。

和歌山県
- 2020年3月24日に、和歌山県田辺市龍神村柳瀬の虎ケ峰交差点がラウンドアバウト化された[149]。この交差点は、県道田辺龍神線（29号線）と県道龍神中辺路線（198号線）が交わる丁字路の信号交差点であった。直径約32 m、環道幅員5.5 m、であり環状交差点としては県内第1号となる。このラウンドアバウトの当初の設計は、直径27 m、環道直径5.0 m、中央島直径12.0 m であったが[150]、これでは大型トレーラーが転回できないことが工事中に判明したことから、直径を大きくする設計に変更された[151][152][153]。位置は、北緯33度52分28.66秒 東経135度28分15.13秒 / 北緯33.8746278度 東経135.4708694度である。動画は[154]である。

### 中国地方
島根県
- 2018年3月18日に開通の山陰自動車道（国道9号 多伎・朝山道路/朝山・大田道路）大田朝山インターチェンジの一般道接続部に導入[155]。上下線それぞれの交差点に別のラウンドアバウトが導入され[156]、2つのラウンドアバウトを組み合わせた日本初のツイン・ラウンドアバウトの設置となった[157]。位置は、北緯35度14分38.36秒 東経132度33分52.63秒 / 北緯35.2439889度 東経132.5646194度である。

このツイン・ラウンドアバウトでは設置して間もない2018年6月4日に逆走事故が発生。このため、6月15日からツインラウンドアバウト形式から単一のラウンドアバウト（ただし真円ではなく、ひょうたん型）に改良された。
- 2020年11月21日に、浜田市佐野町の島根県道・広島県道5号浜田八重可部線（主要地方道）の交差点（旧佐野小学校前交差点）がラウンドアバウト化された[160]。島根県で2例目である。外径は30.30 m、環道5.00 m、エプロン2.00 m、中央島直径14.30 m である[161]。位置は、島根県浜田市佐野町イ324-5地先、座標は北緯34度53分09.22秒 東経132度09分37.63秒 / 北緯34.8858944度 東経132.1604528度である。

岡山県
- 2016年4月28日、中四国地方初のラウンドアバウトとして浅口市寄島町に導入された[162][163]。位置は、北緯34度28分36.59秒 東経133度35分06.37秒 / 北緯34.4768306度 東経133.5851028度である。

- 2019年8月1日、岡山県吉備中央町にラウンドアバウトが導入される[164]。位置は、北緯34度49分26.7秒 東経133度45分10.0秒 / 北緯34.824083度 東経133.752778度である。

広島県
- 2020年12月26日に、広島市安佐北区可部東二丁目に市道安佐北3区可部大毛寺線のラウンドアバウト交差点が供用された。広島県で初めてのラウンドアバウトである。外径27.0 m、環道5.0 m、エプロン1.5 m、中央島直径12.0 m である[165][166]。ただし南西側の高陽（安佐市民病院）方面の道路は当面供用されない[167]。位置は、北緯34度30分40.45秒 東経132度30分55.50秒 / 北緯34.5112361度 東経132.5154167度である。

### 四国地方
香川県
- 2020年3月12日、宇多津町の町道宇多津駅前公園線（通称「桜どおり」）の香川短期大学前交差点がラウンドアバウト化された[168][169]。位置は、北緯34度18分35.93秒 東経133度48分34.14秒 / 北緯34.3099806度 東経133.8094833度である。

愛媛県
- 2018年1月15日、松前町にエミフルMASAKIのフィッタ前交差点で四国地方の初のラウンドアバウトとして導入された[170]。位置は、北緯33度47分25.37秒 東経132度42分48.60秒 / 北緯33.7903806度 東経132.7135000度である。

### 九州・沖縄地方
福岡県
- 2017年3月1日、北九州市八幡東区の尾倉ロータリーがラウンドアバウト化された[171]。位置は、北緯33度51分55.53秒 東経130度47分41.89秒 / 北緯33.8654250度 東経130.7949694度である。
- 2017年5月15日、宗像市岬地区の上八（こうじょう）交差点がラウンドアバウト化された[172]。なお2017年7月2日に5差路に改良された[173]。位置は北緯33度52分26.36秒 東経130度31分45.71秒 / 北緯33.8739889度 東経130.5293639度である。
- 2025年3月8日、うきは市浮羽町の高見交差点がラウンドアバウト化された[174]。位置は北緯33度20分53.8秒 東経130度48分36.9秒 / 北緯33.348278度 東経130.810250度である。

熊本県
- 2018年5月、合志市竹迫のアンビー熊本の敷地内に、熊本県初のラウンドアバウトが供用された[175][176]。位置は、北緯32度52分49.56秒 東経130度47分10.82秒 / 北緯32.8804333度 東経130.7863389度である。
- 2020年12月10日、宇城市松橋町豊福の市道希望の里1号線にラウンドアバウト交差点が設置された[177]。県内で2箇所目のラウンドアバウトである。事業費は約1億円[178]。位置は、北緯32度38分35.89秒 東経130度42分07.42秒 / 北緯32.6433028度 東経130.7020611度である。
- 2022年1月4日、玉名郡南関町の新しい町役場前にラウンドアバウトが設置された[179]。位置は北緯33度03分35.51秒 東経130度32分33.45秒 / 北緯33.0598639度 東経130.5426250度である。

大分県
- 2019年10月29日から、宇佐市の安心院支所前の国道500号の交差点（北緯33度26分21.73秒 東経131度21分14.24秒 / 北緯33.4393694度 東経131.3539556度）についてラウンドアバウト化の社会実験が開始された[180]。大分県で初めてのラウンドアバウトである。2020年9月まで実験し、その後2021年3月20日に本格運用された[181]。この交差点は11,000台/日の交通量があり、12年間に9件の人身事故があった[182][183]。ラウンドアバウトの外径は33 m、路肩幅員0.5 m、環道幅員5 m、エプロン幅員3 m、中央島直径は15 mである[184]。
- 津久見市岩屋町にある市道岩屋線の岩屋三差路がラウンドアバウト化されることになった[185][186]。2023年度に工事を開始し同年度内に供用開始の予定である。位置は、北緯33度04分20.78秒 東経131度52分02.18秒 / 北緯33.0724389度 東経131.8672722度である。

宮崎県
- 2014年12月5日、宮崎県日向市において、もともとロータリー交差点であったJR日向市駅西口交差点がラウンドアバウトになる。これが九州地方では初の運用例となった[187]。

鹿児島県
- 2015年3月、鹿児島県いちき串木野市において、もともとロータリー交差点であった旭町ロータリーが鹿児島県公安委員会により環状交差点に指定される。鹿児島県内初のラウンドアバウトである。

沖縄県

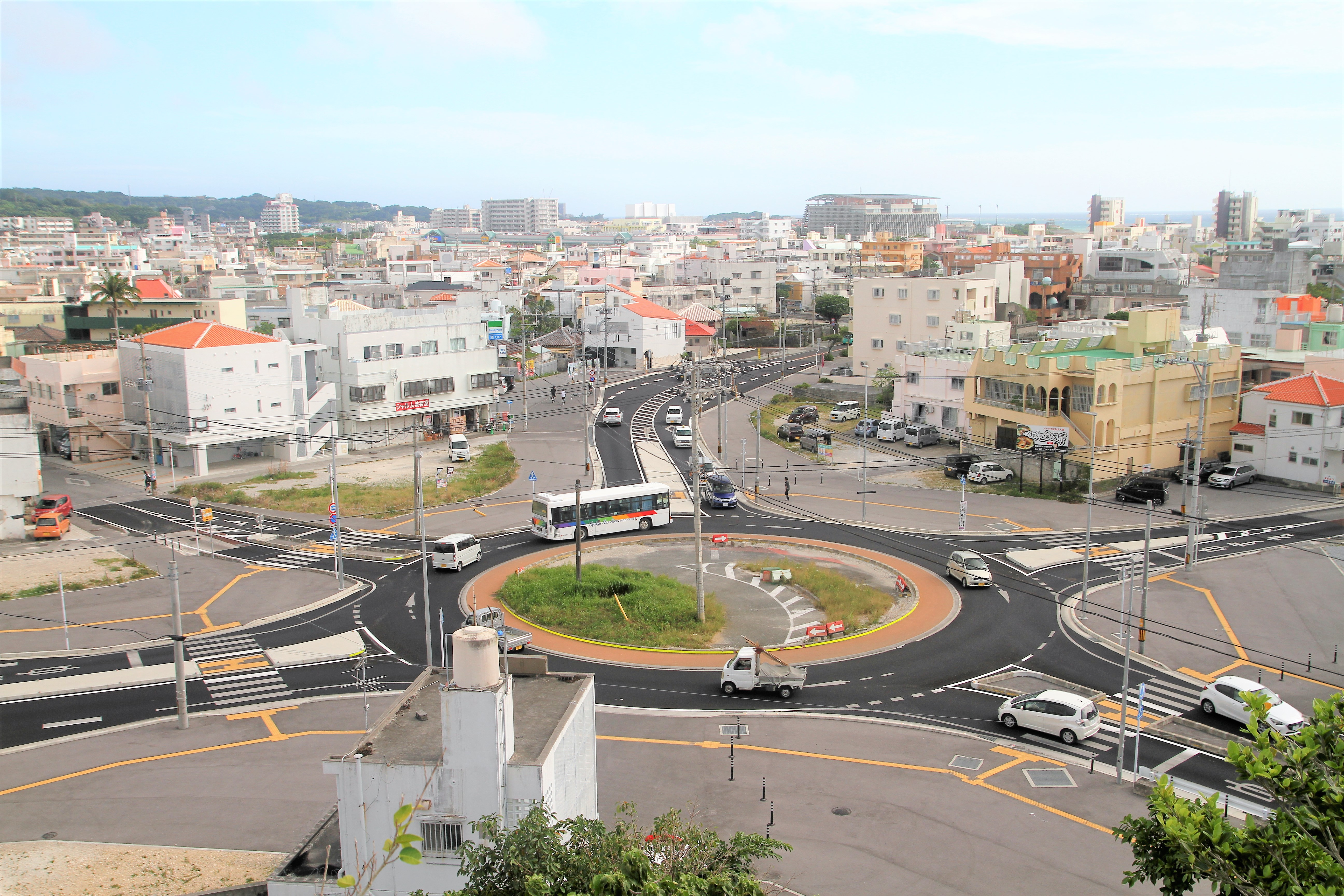
糸満ロータリー

- 2015年10月、糸満市において、もともとロータリー交差点であった糸満ロータリーがラウンドアバウトに切り替えられ、県内初のラウンドアバウトが導入された[188]。位置は、北緯26度07分45.46秒 東経127度40分11.81秒 / 北緯26.1292944度 東経127.6699472度である。
- 2017年3月25日、島尻郡与那原町のマリンタウン内のベイサイドビスタ通りに、ミニラウンドアバウトが開通した[189]。このラウンドアバウトは通常のものと比べて直径が小さい。そのため中央島はフラットになっており、大型車は環道を回展するのでは無く、中央島を通過させる形式である[190]。位置は、北緯26度12分9.83秒 東経127度45分55.69秒 / 北緯26.2027306度 東経127.7654694度である。
- 2018年11月29日、うるま市安慶名地区の安慶名3区線（中部農林高校北側の交差点）のラウンドアバウト（北緯26度22分20.78秒 東経127度51分18.98秒 / 北緯26.3724389度 東経127.8552722度）が供用された[191]。この交差点は、X型交差点であり、鋭角の左折は大型車には困難である。このため、全長6 m以上の大型車については直接に左折するのではなく、環道を一周してから左折するように「左折時周回」の指導看板が設置された。このような交通処理が行われるのは日本で初めてである。
- 2022年3月31日、糸満市糸満の国道331号糸満道路高架下の交差点に、沖縄総合事務局 南部国道事務所が2021年11月から工事をしていたラウンドアバウトが供用された[192][193][194]。完成後は全長12 mを超える大型車が左折する場合は、環道を1周まわって左折する必要があり、そのために「左折時周回」の指導看板が設置された。位置は、北緯26度07分37.88秒 東経127度39分57.57秒 / 北緯26.1271889度 東経127.6659917度である。